# Vidar Sandbeck
Vidar Sandbeck (født 21. juli 1918 i Åsta, død 10. november 2005 i Åmot) var en norsk visesanger, visedigter og forfatter.
Han debuterede i 1954 med visesamlingen I døragløtten, og fik sit gennembrud som visesanger med "Pengegaloppen" i 1958–1959. Andre kendte viser er "Menuett i mai", "Heksedansen" fremført af danske Raquel Rastenni, "Ola Torader", "Regnbågåbrua" og "Bildilla". Han blev tildelt juryens hæderspris ved Spellemannprisen i 1992 for sit livslange bidrag til norsk visekunst. Han vandt også en pris i kategorien visesang for albummet Legende.
Samlet skrev han flere hundrede viser, som han også i mange tilfælde skrev melodien til. Mange af dem er blevet en del af den norske viseskat, og han regnes for at være en af Norges mest folkekære visekunstnere.
Som forfatter kulminerede han i årene omkring 1980. Da skrev han to serier med sorgmuntre barndomserindringer om «Påsan», som for det meste er direkte selvbiografisk; i alt blev det til ni børnebøger og syv romaner for voksne.
Derudover lavede han børneradio på NRK.
I 2003 modtog han Kongens fortjenstmedalje. Samme år udkom albummet Gull ifra grønne skoger, hvor en række norske artister synger hans viser som en hyldest til ham.
I Rena står en bronzebuste af ham, mens Åmot kommune har oprettet en Sandbeck-fond.